# Tityus potameis
Espèce
Tityus potameis est une espèce de scorpions de la famille des Buthidae.

## Distribution
Cette espèce est endémique du Brésil. Elle se rencontre dans les États d'Espírito Santo et de Rio de Janeiro.

## Description
Le mâle holotype mesure 67,9 mm et la femelle paratype 51,1 mm.

## Publication originale
- Lourenço & Leão Giupponi, 2004 : « Description of a new species of Tityus Koch, 1836 (Scorpiones, Buthidae) from the States of Espirito Santo and Rio de Janeiro in Brazil. » Revista Ibérica de Aracnología, no 10, p. 237-243 (texte intégral).